# Chặng đua MotoGP Teruel 2020
Chặng đua MotoGP Teruel 2020 (tên chính thức 2020 Gran Premio Liqui Moly de Teruel) là chặng đua thứ 11 của mùa giải MotoGP 2020. Chặng đua được tổ chức ở trường đua MotorLand Aragón, Tây Ban Nha từ ngày 23 đến 25 tháng 10 năm 2020. Người chiến thắng là Franco Morbidelli của đội đua Petronas Yamaha.

## Bối cảnh
Đây là chặng đua được bổ sung vào lịch thi đấu sau khi một số chặng đua khác bị hủy vì đại dịch covid-19. Valentino Rossi cũng không thể tham gia chặng đua này do bị nhiễm bệnh.

## Diễn biến chính
Takaaki Nakagami có lần đầu tiên trong sự nghiệp giành pole ở thể thức MotoGP, đáng tiếc là tay đua người Nhật Bản bị ngã xe phải bỏ cuộc ngay ở vòng đua đầu tiên.
Kể từ đó thì hai tay đua dẫn đầu là Franco Morbidelli và Alex Rins. Cuối cùng Morbidelli có được chiến thắng thứ hai trong mùa giải, Rins về nhì.
Joan Mir vốn chỉ xuất phát từ vị trí thứ 12, sau vòng 1 anh đã leo lên P5. Đến vòng 11, Mir vượt Johann Zarco để vào top-3. Kết quả này giúp cho Mir tiếp tục giữ được vị trí dẫn đầu trên BXH tổng với 137 điểm.

## Kết quả
| Stt                         | Số xe | Tay đua           | Xe      | Lap | Thời gian | Xuất phát | Điểm |
| --------------------------- | ----- | ----------------- | ------- | --- | --------- | --------- | ---- |
| 1                           | 21    | Franco Morbidelli | Yamaha  | 23  | 41:47.652 | 2         | 25   |
| 2                           | 42    | Álex Rins         | Suzuki  | 23  | +2.205    | 3         | 20   |
| 3                           | 36    | Joan Mir          | Suzuki  | 23  | +5.376    | 12        | 16   |
| 4                           | 44    | Pol Espargaró     | KTM     | 23  | +10.299   | 9         | 13   |
| 5                           | 5     | Johann Zarco      | Ducati  | 23  | +12.915   | 5         | 11   |
| 6                           | 88    | Miguel Oliveira   | KTM     | 23  | +12.953   | 8         | 10   |
| 7                           | 12    | Maverick Viñales  | Yamaha  | 23  | +14.262   | 4         | 9    |
| 8                           | 20    | Fabio Quartararo  | Yamaha  | 23  | +14.720   | 6         | 8    |
| 9                           | 27    | Iker Lecuona      | KTM     | 23  | +17.177   | 11        | 7    |
| 10                          | 9     | Danilo Petrucci   | Ducati  | 23  | +19.519   | 19        | 6    |
| 11                          | 35    | Cal Crutchlow     | Honda   | 23  | +19.708   | 7         | 5    |
| 12                          | 6     | Stefan Bradl      | Honda   | 23  | +20.591   | 16        | 4    |
| 13                          | 4     | Andrea Dovizioso  | Ducati  | 23  | +22.222   | 17        | 3    |
| 14                          | 53    | Tito Rabat        | Ducati  | 23  | +26.496   | 20        | 2    |
| 15                          | 38    | Bradley Smith     | Aprilia | 23  | +31.816   | 21        | 1    |
| Ret                         | 41    | Aleix Espargaró   | Aprilia | 20  | Engine    | 13        |      |
| Ret                         | 73    | Álex Márquez      | Honda   | 13  | Accident  | 10        |      |
| Ret                         | 63    | Francesco Bagnaia | Ducati  | 5   | Engine    | 18        |      |
| Ret                         | 30    | Takaaki Nakagami  | Honda   | 0   | Accident  | 1         |      |
| Ret                         | 43    | Jack Miller       | Ducati  | 0   | Collision | 14        |      |
| Ret                         | 33    | Brad Binder       | KTM     | 0   | Collision | 15        |      |
| OFFICIAL MOTOGP RACE REPORT |       |                   |         |     |           |           |      |

Nguồn: Trang chủ MotoGP